# كم تشاه (كاهشنغ)
كم تشاه (بالفارسية: کم چاه) هي مستوطنة تقع في إيران في قسم كاهشنغ الريفي. يقدر عدد سكانها بـ 69 نسمة .